# العصر العلى (نعمان)

تعديل مصدري - تعديل

العصر العلى هي إحدى قرى عزلة البديع بمديرية نعمان التابعة لمحافظة البيضاء، بلغ تعداد سكانها 224 نسمة حسب تعداد اليمن لعام 2004.